# Тачкаста седефица
Тачкаста седефица (лат. Argynnis niobe) врста је лептира из породице шаренаца (лат. Nymphalidae).

## Опис
Од сродних врста је доста шаренија са доње стране, а у бази задњег крила има једну уоквирену црну тачку. Црвене мрље су увек присутне, док беле могу да буду мање упадљиве код неких јединки. Среће се по камењарима, жбуњацима и шумским чистинама. На телу има препознатљиву уоквирену црну тачку и црвене пеге које су уједначеније.

## Биљке хранитељке
Биљке хранитељке ове врсте су биљке из рода љубичица (Viola spp.).